# Elem Klimov
Elem Germanovič Klimov (rusky Элем Германович Климов; 9. července 1933, Stalingrad, SSSR – 26. října 2003, Moskva, Rusko) byl sovětský filmový režisér a scenárista, tajemník Unie filmařů SSSR (1986–1988), Národní umělec Ruské Federace (1997).

## Životopis
Elem Klimov se narodil 9. července v roce 1933 v Stalingradu (nyní Volgograd) v SSSR. Matka Kalerija Klimova byla učitelkou tělocviku. Otec German Stěpanovič Klimov byl vyšetřovatelem výboru stranické kontroly ÚV KSSS. Po roku 1956 se věnoval rehabilitaci obětí politických represí. Mladší bratr Klimova German Germanovič Klimov se narodil v roce 1941, když druhá světová valka dosáhla hranic SSSR, kvůli čemu malý Elem s matkou a bratrem byli evakuováni ze Stalingradu na Ural.
V roce 1957 absolvoval Moskevský letecký institut.
Pracoval jako konstruktér v jedné z Moskevských továren. Souběžně spolupracoval s redakcí všesvazového rádia, s centrální televizí a s Moskevskou filharmonií.
Od roku 1962 byl členem Komunistické strany Sovětského svazu.
V roce 1964 absolvoval Gerasimovovou všeruskou státní univerzitu kinematografie, obor režie hraného filmu pod vedením pedagoga a slavného sovětského režiséra Jefima Lvoviče Dzigana.  

## Filmografie

### Cizím vstup zakázán
Debutovým celovečerním filmem Klimova se stala komedie Cizím vstup zakázán, která vyšla v roce 1964. Film vypráví o  údělu nešťastného kluka Kosti Inočkina, kterého vykázali pryč z pionýrského tábora. Cenzoři nazvali film antisovětským a zakázali mu distribuci. Nicméně se film dostal k samotnému Nikitovi Sergejevičovi Chruščovovi, který se na něj díval a velmi se mu smál. Takto se film objevil v sovětských kinech a dosáhl velkého úspěchu.

### Pochožděnija zubnogo vrača
V roce 1965 Klimov začal práci nad Pochožděnijemi zubnogo vrača, který je fantastickou satirou nad sovětskou realitou. Hlavní hrdina zubař má nadpřirozené schopnosti okamžitého vyléčení zubů. V roce 1967 film vyšel v omezené distribuci (78 kopií), pak jej uložili do trezoru. Další promítání se konalo až za 20 let, v roce 1987.

### Sport, sport, sport
V roce 1970 vyšel novátorský film Sport, sport, sport, kde Klimov spojoval dokumentární záběry s hranými. Scénář filmu byl napsán mladším bratrem Germanem Klimovem.

### A přece věřím
Elem Klimov spolu s jinými režiséry (Marlenem Chucijevem a Germanem Lavrovym) doplnil a dokončil dokumentární film Dnešní svět sovětského režiséra Michaila Iljiče Romma, který zemřel v roce 1971. Film pod názvem A přece věřím vyšel v roce 1974.

### Larisa
V roce 1979 se v Klimově životě přihodila tragédie – zahynula jeho milovaná manželka režisérka Larisa Šepiťková, se kterou se Klimov seznámil ještě na vysoké škole. 2. června 1979 Šepiťkova jela na natáčení filmu dle novely Valentina Rasputina Loučení. Na 187 kilometru Leningradské silnice vedle obce Redkino Kalininské (nyní Tverské) oblasti služební auto vjelo do protisměru a narazilo do nákladního auta. Klimov dokončil práci manželky a v roce 1983 a svět uviděl film Loučení. Kromě toho, v roce 1980 Klimov natočil dokumentární film o Larise s fragmenty jejích filmů a rozhovory s jejími kolegy.

### Agónie – konec Rasputina
Ještě jeden film Klimova, který měl stejný osud jako Pochožděnija zubnogo vrača. Scénář historického dramatu o životu a smrti Grigorije Jefimoviče Rasputina byl napsán Semjonem Lunginym a Iljou Nusinovym v roce 1965. Každopádně v roce 1966 produkce filmu byla zakázána. Později natáčení znovu povolili. Tento proces se opakoval ještě několikrát. Když byl film hotový, bylo zakázáno jej distribuovat. První promítání se konalo až v roce 1981.

### Jdi a dívej se
Apoteózou režisérské kariéry Klimova a zároveň jeho posledním dílem se stalo válečné drama Jdi a dívej se. Film vypráví o čtrnáctiletém chlapci Fljorovi, který se během dvou dnů trestných výprav fašistů po území Běloruska v roce 1943 mění z mladého optimistického kluka na šedovlasého starce. Film vyšel v roce 1985 ke čtyřicátému výročí Dne vítězství (9. května 1945) a dostal množství různých cen.